# Nerópolis
| Nerópolis                      | Nerópolis                      |
| ------------------------------ | ------------------------------ |
|                                |                                |
| Wappen                         | Flagge                         |
| Wappen von Nerópolis unbekannt | Flagge von Nerópolis unbekannt |
| Karte                          |                                |
|                                |                                |
| Basisdaten                     |                                |
| Staat:                         | Brasilien (BRA)                |
| Bundesstaat:                   | Goiás (GO)                     |
| Mesoregion:                    | Zentral-Goiás                  |
| Mikroregion:                   | Goiânia                        |
| Metropolregion:                | Metropolregion Goiânia         |
| Geografische Lage:             | 16° 24′ S, 49° 13′ W           |
| Distanz zu Goiânia:            | 42 km                          |
| Zeitzone:                      | UTC-3 Sommer: UTC-2            |
| Höhe:                          | 700 m ü. NN                    |
| Fläche:                        | 204,216 km²                    |
| Einwohner:                     | 24.189                         |
| Bevölkerungsdichte:            | 118,4 Einwohner / km²          |
| Telefonvorwahl:                | +5562                          |
| Postleitzahl (CEP):            | 75460-000                      |
| Adresse der Stadtverwaltung:   |                                |
| Offizielle Website:            | keine                          |
| E-Mail-Adresse:                |                                |
| Jahrestag:                     | 3. August                      |
| Gemeindegründung:              | 1948                           |
| Politik                        |                                |
| Bürgermeister:                 | Gil Tavares (PTB), 2009–2012   |
| Vize-Bürgermeister:            |                                |

Nerópolis ist eine brasilianische politische Gemeinde und Kleinstadt im Bundesstaat Goiás in der Mesoregion Zentral-Goiás und in der Mikroregion Goiânia. Sie liegt südwestlich der brasilianischen Hauptstadt Brasília und nördlich von Goiânia, der Hauptstadt des Bundesstaates. Die Gemeinde gehört zur Metropolregion von Goiânia.

## Geographische Lage
Die Gemeinde grenzt an
- im Norden an die Gemeinde Ouro Verde de Goiás
- im Osten an Anápolis
- im Südosten an Terezópolis de Goiás
- im Süden an Goianápolis
- im Südwesten an Goiânia
- im Westen an Santo Antônio de Goiás
- im Nordwesten an Nova Veneza

Nerópolis ist über die Staatsstraße GO-080 mit Goiânia verbunden sowie mit der GO-222 mit Anápolis im Osten und mit Inhumas im Westen.